# Nagrada za dramsko djelo "Marin Držić"
Nagrada za dramsko djelo "Marin Držić" je književna nagrada koju dodjeljuje Ministarstvo kulture Republike Hrvatske u svrhu poticanja hrvatskog dramskog i kazališnog stvaralaštva. Pod tim imenom Nagrada se dodjeljuje od 1991. godine, a prethodila joj je Stimulacija za dramsko stvaralaštvo. Nagrađuje se u tri razine: prva, druga i treća nagrada.
Ime nosi po slavnom hrvatskom komediografu Marinu Držiću.
Svečana dodjela Nagrade 'Marin Držić' tradicionalno se održava na otvorenju Festivala hrvatske drame i autorskog kazališta  "Marulićevi dani"  u Splitu, uz javno čitanje nagrađenih tekstova tijekom Festivala.
U konkurenciju ulaze dramska djela hrvatskih autora koja nisu ni izvođena ni objavljena u godini koja konkurira za nagradu.  Osim novčane nagrade i   brončane skulpture akademskog kipara Damira Mataušića koje dobivaju nagrađeni pisci, Ministarstvo kulture sufinancira kazalištima izvođenje nagrađenog djela. Od 2007. drame se objavljuju u knjizi u izdanju Disputa iz Zagreba. 

## Dosadašnje nagrade
- 1991.:

Stručno povjerenstvo: Branko Hećimović, Čedo Prica, Božidar Violić

Nitko nije udovoljio zahtjevima za nagradu.
- 1992.:

Stručno povjerenstvo: Branko Hećimović, Nikola Vončina, Zvonimir Mrkonjić

Nagrađeni:
 
1. - 

2. Pavo Marinković: Disamenina čast 

3. Milan Grgić: Stranka ljubavi, Fadil Hadžić: Puni pogodak i Čedo Prica: Atelier
- 1993.:

Stručno povjerenstvo: Viktor Žmegač, Nikola Vončina, Branimir Donat 

Nagrađeni:
 
1. - 

2. Tahir Mujičić i Boris Senker: Kerempuhovo

3. Pavo Marinković: Glorietta
- 1994.:

Stručno povjerenstvo: Nikola Vončina, Branimir Donat, Ana Lederer 

Nagrađeni:
 
1. - 

2. Ivo Brešan: Julije Cezar

3. Miro Gavran: Kad umire glumac i Borislav Vujčić: Post mu neću ćaćin
- 1995.:

Stručno povjerenstvo: Ana Lederer, Hrvoje Hitrec, Marin Carić 

Nagrađeni:
 
1. Lada Kaštelan: Giga i njezini

2. Pavo Marinković: Solumov kraj

3. Borislav Vujčić: Asfodel i Maja Gregl: Alma i njezini umjetnici
- 1996.:

Stručno povjerenstvo: Ana Lederer, Marin Carić, Matko Raguž

Nagrađeni:
 
1. Ivo Brešan: Nihilist iz Velike Mlake

2. Ivan Bakmaz: Josip Prekrasni i Borislav Vujčić: Na slijepom kolosijeku

3. Hrvoje Barbir Barba: Telmah i Trpimir Jurkić: Milosrdni Samarijanac
- 1997.:

Stručno povjerenstvo: Nikola Batušić, Tomislav Durbešić, Asja Srnec-Todorović

Nagrađeni:
 
1. Dubravko Mihanović: Bijelo 

2. - 

3. Renato Ryan Orlić: Između dva neba
- 1998.:

Stručno povjerenstvo: Sanja Nikčević, Borna Baletić, Darko Lukić 

Nagrađeni:
 
1.  Ivana Sajko: Naranča u oblacima

2.  Denis Peričić: Pekel na zemli

3.  Pavo Marinković: Snažni ljudi malog grada i Ivan Vidić: Bakino srce
- 1999.:

Stručno povjerenstvo: Nikola Vončina, Maja Gregl, Nina Kleflin 

Nagrađeni:
 
1. Jurica Pavičić: Trovačica

2. Marijana Nola: Ljudi-ribe i Tomislav Zajec: Atentatori

3. Tena Štivičić: Nemreš pobjeć od nedelje
- 2000.:

Stručno povjerenstvo: Ana Lederer, Sanja Ivić, Darko Lukić 

Nagrađeni:
 
1. Borislav Vujčić: Pir pepela 

2. Filip Nola: Jukebox, Melita!

3. Ivana Sajko: Rebro kao zeleni zidovi i Milko Valent: Gola Europa
- 2001.:

Stručno povjerenstvo: Sanja Ivić, Željka Udovičić, Zoran Mužić

Nagrađeni:
 
1. Ivan Vidić: Octopussy

2. Ana Prolić: Slučaj Hamlet 

3. Arijana Čulina: Splitska kvatrologija, Šime Storić: Mrtvac poginuti ne može i Davor Špišić: Jug 2
- 2002.:

Stručno povjerenstvo: Ivica Buljan, Arijana Čulina, Zoran Mužić

Nagrađeni:
 
1. Milko Valent: Ground Zero Aleksandra

2. Predrag Raos: Zdravi razum

3. Omer Rak: Pupak usrid svita i Ivana Sajko: Misa za predizbornu šutnju, mrtvaca iza zida i kopita u grlu
- 2003.:

Stručno povjerenstvo: Sanja Nikčević, Boris B. Hrovat, Dejan Šorak

Nagrađeni:
 
1. Dubravko Mihanović: Žaba

2. Amir Bukvić: Aristotel u Bagdadu i Miro Gavran: Zabranjeno smijanje
3. Ivan Letinić: Sedam godina života i Darko Lukić: Nada iz ormara
- 2004.:

Stručno povjerenstvo: Boris B. Hrovat, Sanja Nikčević, Branka Cvitković 

Nagrađeni:
 
1. Miro Gavran: Nora danas 

2. Marijana Nola: Fantazija i Gordana Ostović:Parsifal

3. Zdenka Heršak: Kazalište u kući i Maja Sviben: Točka izvorišta
- 2005.:

Stručno povjerenstvo: Boris B. Hrovat, Branka Cvitković, Vlatko Perković

Nagrađeni:
 
1. Boris Senker: (P)lutajuće glumište majstora Krona

2. Gordana Ostović: Slijepe ulice i Ana Đokić-Pongrašić: O zmaju koji je kokice jeo i jednu lažnu princezu sreo

3. Ivor Martinić: Jednostavno nesretni i Jelka Pavišić: Vjenčanje
- 2006.:

Stručno povjerenstvo: Branka Cvitković, Boris B. Hrovat, Nino Škrabe

Nagrađeni:
 
1. Vlatka Vorkapić: Judith French

2. Marijana Nola: Zločestobija i Slobodan Šnajder: Kosti u kamenu

3. Željko Ivanjek: Legenda o Josipi ili ljubavni sud, Tahir Mujičić: Babina guica i Milan Rakovac: Riva i druxi
- 2007.:

Stručno povjerenstvo: Boris B. Hrovat, Branka Cvitković, Nino Škrabe

Nagrađeni:

1. Tomislav Zajec: Dorothy Gale

2. Pavo Marinković: Tri o maturi i Matko Sršen: Darsa

3. Elvis Bošnjak: Žlice i žileti, Vladimir Stojsavljević: Nikola Sedmi, Lana Šarić: Neboder
- 2008.:

Stučno povjerenstvo: Boris B. Hrovat, Branka Cvitković, Nino Škrabe

Nagrađeni:

1. Davor Špišić: Alabama

2. Damir Petričević: Prolaznici i Slobodan Šnajder: Kako je Dunda spasila domovinu

3. Miro Gavran: Najluđa predstava na svijetu, Nenad Stazić: Otac tuđe djece, Yves-Alexandre Tripković: Krizantema

- 2009.:

Stučno povjerenstvo: Boris B. Hrovat, Branka Cvitković, Nino Škrabe

Nagrađeni:

1. Slobodan Šnajder: Enciklopedija izgubljenog vremena

2. Sanja Ivić: Tartufferie i Tomislav Zajec: Spašeni

3. Amir Bukvić: Tko je srušio Berlinski zid, Nina Mitrović: Susret, Nina Horvat: Dok nas smrt ne rastavi

- 2010.:

Stučno povjerenstvo: Boris B. Hrovat, Branka Cvitković, Nino Škrabe

Nagrađeni:

1. Zlatko Sviben: Odsjev magle

2. Jasen Boko: O kupusu i bogovima i Irena Škorić: Libreto

3. Hrvoje Hitrec: Asasian (urbana bajka), Marijana Nola: Dubrovačke legende (grad iz snova), Karmela Špoljarić: Nula kuna po minuti

- 2011.:

Stučno povjerenstvo: Marija Kohn, Daša Drndić, Oliver Frljić

Nagrađeni:

1. - 

2. Ivana Sajko: Krajolik s padom

3. Damir Šodan: Chick lit

- 2012.:

Stručno povjerenstvo: Mario Kovač, Nina Violić, Helena Sablić Tomić

Nagrađeni:

1. Kristina Gavran: Spremni

2. Zdenko Mesarić: Snježna kugla i Tomislav Zajec: Trebalo bi prošetati psa

3. Maja Hrgović: Prekrasne ruševine, Vedrana Vrhovnik: Počivali u miru kuće svoje i Dino Pešut: L.U.Z.E.R.I

- 2013.:

Stručno povjerenstvo: Mario Kovač, Nina Violić, Helena Sablić Tomić

Nagrađeni:

1. Dino Pešut: (Pret)posljednja panda ili statika

2. Ružica Aščić: U meni raste i Valentina Galijatović: Kod Peregrinovih

3. Marina Vujčić: Umri ženski

- 2014.:

Stručno povjerenstvo: Mario Kovač, Jelena Miholjević, Helena Sablić Tomić

Nagrađeni:

1. Tomislav Zajec: Ono što nedostaje

2. Ružica Aščić: Košnice

3. Denis Peričić, Anita Peričić: Hiperborealni konj i Ivan Vidić: Noćni život

- 2015.:

Stručno povjerenstvo: Mario Kovač, Jelena Miholjević, Helena Sablić Tomić

Nagrađeni:

1. Dino Pešut: Veliki hotel Bezdan

2. Davor Špišić: Na gumama su...

3. Sanja Porobija: Zašto da išta mijenjam? i Una Vizek: Nema života na Marsu

- 2016.:

Stručno povjerenstvo: Ksenija Marinković, Mario Kovač, Dubravko Mihanović

Nagrađeni:

1. Davor Špišić: Zidarija

2. Dora Delbianco: Kad je stao svijet i Dino Pešut: Stela, poplava

3. Marina Vujčić: Podmornica i Damir Markovina: Paščad

- 2017.:

Stručno povjerenstvo: Branka Cvitković, Mario Kovač, Magdalena Lupi Alvir

Nagrađeni:

1. Una Vizek: Ja od jutra nisam stao

2. Vedrana Vrhovnik: Snijeg

3. Elvis Bošnjak: Usidrene i Dino Pešut: Olympia Stadion (trilogija)

- 2018.:

Stručno povjerenstvo: Branka Cvitković, Nenni Delmestre, Alen Biskupović

Nagrađeni:

1. Predrag Raos: Raj pa kraj

2. Sanja Porobija: Bez traga (par riječi predgovora) i Dorotea Šušak: Kako smo preživjeli Dies Irae

3. Beatrica Kurbel: Park i Ivana Vuković: 55 kvadrata

- 2019.:

Stručno povjerenstvo: Branka Cvitković, Nenni Delmestre, Sanja Nikčević

Nagrađeni:

1. Dino Pešut: Granatiranje

2. Mateja Posedi: Međimurski lepi dečko i Davor Špišić: Dječak

3. Branislav Glumac: Hvatači sjenki, Katja Grcić: Strah tijela od poda i Espi Tomičić: #ostavljamvamsvojekodoveihvalazaprijateljstvo ili #bitćesveokej

- 2020.:

Stručno povjerenstvo: Branka Cvitković, Nenni Delmestre, Martina Petranović

Nagrađeni:

1. Marina Vujčić: Plodna voda

2. Monika Herceg: Ubij se, tata i Dorotea Šušak: Vježbanje smrti ili pauze u disanju...

3. Marija Dejanović: Ne moramo više govoriti, svi su otišli, Anja Pletikosa: zaivanaradica@gmail.com i Nikolina Rafaj: U pakao, lijepo molim

- 2021.:

Stručno povjerenstvo: Jasen Boko, Doris Šarić-Kukuljica, Martina Petranović

Nagrađeni:

1. Nikolina Rafaj: Kamo se ide kad se odlazi

2. Monika Herceg: Mama, smijemo li danas umrijeti i Tomislav Zajec: Nestajanje

3. Anita Čeko: Daleko je Kandahar, Hrvoje Kovačević: Studen sudnjeg dana i Ivana Sajko: Crna kutija za kraj svijeta - bajka o maloj Jeanne

- 2022.:

Stručno povjerenstvo: Jasen Boko, Doris Šarić-Kukuljica, Martina Petranović

Nagrađeni:

1. Davor Špišić: Žena himna

2. Edi Matić: Vulnera urbis, vulnera orbes (Rane grada, rane svijeta) i Espi Tomičić: Ples na broju 60

3. Katja Grcić: Druga, Hana Konsa: Ostanak i Ana Maras Harmander: Nemaš samo ti ekskluzivu na patnju

- 2023.:

Stručno povjerenstvo: Jasen Boko, Doris Šarić-Kukuljica, Martina Petranović

Nagrađeni:

1. Espi Tomičić: Tuđe topline

2. Lucija Marković: 75 godina i Alah nije prozborio ni riječ i Antonela Tošić: Bolna djeca u cvijeću

3. Nina Horvat: Krivi spoj, Dorotea Šušak: Trenutak prije-poslije (ili Djeca odlaze nepomućenih očiju) i Matej Opolcer: Tigrice

- 2024.:

Stručno povjerenstvo: Martina Petranović, Nenni Delmestre, Filip Šovagović

Nagrađeni:

1. Dora Šustić: Pičman

2. Selma Parisi: Elita i Tomislav Zajec: O dobrom vremenu

3. Anita Čeko: Justina je stisnula gas, Melani Glavinić: Jedan život unatrag i Ninoslav Mrvelj: Život od kartona

## Zanimljivosti
Portal Teatar.hr[neaktivna poveznica] (članak) je objavio popis najčešće nagrađenih autora. 

Po dvije nagrade imaju sljedeći autori: Ružica Aščić, Ivo Brešan, Elvis Bošnjak, Amir Bukvić, Anita Čeko, Katja Grcić, Monika Herceg, Nina Horvat, Dubravko Mihanović, Tahir Mujičić, Gordana Ostović, Denis Peričić, Sanja Porobija, Nikolina Rafaj, Predrag Raos, Boris Senker, Milko Valent, Vedrana Vrhovnik i Una Vizek. 

| Br. | Ime autora       | Broj nagrada |
| --- | ---------------- | ------------ |
| 1.  | Tomislav Zajec   | 7            |
| 2.  | Dino Pešut       | 6            |
|     | Davor Špišić     | 6            |
| 3.  | Pavo Marinković  | 5            |
|     | Ivana Sajko      | 5            |
| 4.  | Miro Gavran      | 4            |
|     | Marijana Nola    | 4            |
|     | Borislav Vujčić  | 4            |
| 5.  | Slobodan Šnajder | 3            |
|     | Dorotea Šušak    | 3            |
|     | Espi Tomičić     | 3            |
|     | Ivan Vidić       | 3            |
|     | Marina Vujčić    | 3            |